# Alfa Microscopii

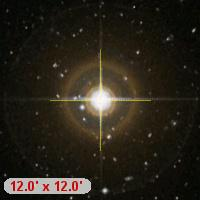
Alfa Microscopii

Alfa Microscopii (α Mic / HD 198232 / HR 7965) es una estrella de la constelación de Microscopium. De magnitud aparente +4,89, es sólo la cuarta más brillante de la constelación pese a tener la denominación de Bayer «alfa». De hecho, en Microscopium las estrellas no están ordenadas de acuerdo a su brillo, como cabría esperar, sino de acuerdo a su posición de oeste a este.
Situada a 380 años luz de distancia del sistema solar, Alfa Microscopii es una gigante amarilla de tipo espectral G7III. Con una temperatura superficial de 4920 K, su luminosidad es 163 veces mayor que la del Sol. Su edad se estima en menos de una décima parte de la del Sol, en torno a los 420 millones de años. Comenzó siendo una estrella de tipo B8 de la secuencia principal para, 70 millones de años atrás, empezar a expandirse en una estrella gigante cuyo diámetro actual es 17,5 veces más grande que el del Sol.
Una estrella tenue de magnitud 10 a sólo 20 segundos de arco, denominada Alfa Microscopii B, parece no ser una compañera real, sino simplemente otra estrella en la misma línea de visión.